# Baltic Sea League 2015
La Baltic Sea League 2015 è stata la 2ª edizione dell'omonimo torneo di football americano.
Ha avuto inizio il 18 aprile e si è conclusa il 3 ottobre con la finale di Riga vinta per 44-12 dai lettoni Riga Lions sugli estoni Tartu Titans.

## Squadre partecipanti
| Club              | Città   | Stadio | Sponsor ufficiale | Risultato nella stagione 2014 |
| ----------------- | ------- | ------ | ----------------- | ----------------------------- |
| Riga Lions        | Riga    |        |                   |                               |
| Vitebsk Lynxes    | Vicebsk |        |                   |                               |
| Tartu Titans      | Tartu   |        |                   |                               |
| Grodno Barbarians | Hrodna  |        |                   |                               |
| Minsk Pagans      | Minsk   |        |                   |                               |

## Stagione regolare

### Calendario

#### 1ª giornata
| 18 aprile 2015 | Vitebsk Lynxes | 35 – 0 (0-0 7-0 14-0 14-0) | Grodno Barbarians |  |

| 18 aprile 2015 | Riga Lions | 6 – 51 | Tartu Titans |  |

#### 2ª giornata
| 2 maggio 2015 | Riga Lions | 28 – 8 | Minsk Pagans |  |

#### 3ª giornata
| 16 maggio 2015 | Tartu Titans | 7 – 17 | Vitebsk Lynxes |  |

| 17 maggio 2015 | Grodno Barbarians | 28 – 24 | Minsk Pagans |  |

#### 4ª giornata
| 13 giugno 2015 | Tartu Titans | 53 – 0 | Grodno Barbarians |  |

| 13 giugno 2015 | Vitebsk Lynxes | 35 – 6 | Minsk Pagans |  |

#### 5ª giornata
| 8 agosto 2015 | Minsk Pagans | 0 – 38 | Tartu Titans |  |

| 8 agosto 2015 | Grodno Barbarians | 26 – 12 | Riga Lions |  |

#### 6ª giornata
| 29 agosto 2015 | Riga Lions | 14 – 7 | Vitebsk Lynxes |  |

### Classifica
La classifica della regular season è la seguente:
- PCT = percentuale di vittorie, G = partite giocate, V = partite vinte, P = partite perse, PF = punti fatti, PS = punti subiti

| Pos. | Squadra           | PCT   | G | V | P | PF  | PS  |
| ---- | ----------------- | ----- | - | - | - | --- | --- |
| 1    | Vitebsk Lynxes    | 0.750 | 4 | 3 | 1 | 94  | 27  |
| 2    | Tartu Titans      | 0.750 | 4 | 3 | 1 | 149 | 23  |
| 3    | Grodno Barbarians | 0.500 | 4 | 2 | 2 | 54  | 124 |
| 4    | Riga Lions        | 0.500 | 4 | 2 | 2 | 60  | 92  |
| 5    | Minsk Pagans      | 0.000 | 4 | 0 | 4 | 38  | 129 |

## Playoff

### Tabellone
|  | Semifinali | Semifinali        | Semifinali |              |    | Finale     | Finale | Finale |  |
|  |            |                   |            |              |    |            |        |        |  |
|  | 1          | Vitebsk Lynxes    | 15         |              |    |            |        |        |  |
|  | 1          | Vitebsk Lynxes    | 15         |              |    |            |        |        |  |
|  | 4          | Riga Lions        | 24         |              |    |            |        |        |  |
|  | 4          | Riga Lions        | 24         |              | 4  | Riga Lions | 44     |        |  |
|  |            |                   |            |              | 4  | Riga Lions | 44     |        |  |
|  |            |                   | 2          | Tartu Titans | 12 |            |        |        |  |
|  | 2          | Tartu Titans      | 2          | Tartu Titans | 12 | 20         |        |        |  |
|  | 2          | Tartu Titans      |            |              |    |            |        |        |  |
|  | 3          | Grodno Barbarians | 0          |              |    |            |        |        |  |

### Semifinali
| 12 settembre 2015 | Vitebsk Lynxes | 15 – 24 | Riga Lions |  |

| 13 settembre 2015 | Tartu Titans | 20 – 0 | Grodno Barbarians |  |

### Baltic Bowl II
| Riga 3 ottobre 2015, ore 17:00 | Riga Lions | 44 – 12 | Tartu Titans | Vidusskolans Stadions (300 spett.) |

## Verdetti
- Tartu Titans Campioni Baltic Sea League 2015